# Anacortes
Anacortes (kiejtése: ænəˈkɔːrtəs) az Amerikai Egyesült Államok északnyugati részén, Washington állam Skagit megyéjében elhelyezkedő város. A 2010. évi népszámlálási adatok alapján 15 788 lakosa van.
A Vinyl Me Please magazin szavazása alapján a The Business az állam legjobb hanglemezboltja. Az üzletnek otthont adó épület szerepel a történelmi helyek jegyzékében.

## Története
A települést Amos Bowman alapította, aki 1877-ben családjával a Fidalgo-sziget északi részére költözött. Bowman a helységet a Northern Pacific Railway lehetséges végállomásaként népszerűsítette, továbbá megalapította a település első újságát. A Northwest Enterprise Anacortest „a Nyugat New Yorkjának” nevezte.
A Seattle and Northern Company vasútvonalának építése 1888-ban kezdődött, melynek következtében 1888 és 1890 között a népesség ugrásszerűen növekedett. Az Oregon Improvement Company tizenötmillió dollárt különített el a település fejlesztésére, azonban később nem tudta finanszírozni a vasútépítést, így a végállomás nem épült meg. A település később a halászatról vált ismertté.
Anacortes 1891. május 19-én kapott városi rangot.

## Éghajlat
A város éghajlata mediterrán (a Köppen-skála szerint Csb).
| Hónap                                   | Jan.  | Feb.  | Már. | Ápr. | Máj. | Jún. | Júl. | Aug. | Szep. | Okt. | Nov.  | Dec.  | Év    |
| --------------------------------------- | ----- | ----- | ---- | ---- | ---- | ---- | ---- | ---- | ----- | ---- | ----- | ----- | ----- |
| Rekord max. hőmérséklet (°C)            | 18,0  | 21,0  | 26,0 | 28,0 | 32,0 | 35,0 | 38,0 | 35,0 | 31,0  | 28,0 | 21,0  | 23,0  | 38,0  |
| Átlagos max. hőmérséklet (°C)           | 7,3   | 9,2   | 11,3 | 14,3 | 17,6 | 20,1 | 22,3 | 22,3 | 19,7  | 15,1 | 11,0  | 7,9   | 14,9  |
| Átlaghőmérséklet (°C)                   | 4,3   | 5,7   | 7,4  | 9,8  | 12,6 | 14,9 | 17,0 | 17,0 | 14,7  | 11,1 | 7,3   | 5,1   | 10,6  |
| Átlagos min. hőmérséklet (°C)           | 1,4   | 2,2   | 3,4  | 5,3  | 7,6  | 9,8  | 10,9 | 11,0 | 9,7   | 7,0  | 4,1   | 2,0   | 6,2   |
| Rekord min. hőmérséklet (°C)            | −14,0 | −13,0 | −8,0 | −3,0 | −1,0 | 1,0  | 2,0  | 1,0  | −7,0  | −5,0 | −12,0 | −16,0 | −16,0 |
| Átl. csapadékmennyiség (mm)             | 90    | 63    | 59   | 46   | 40   | 35   | 20   | 25   | 39    | 67   | 98    | 96    | 678   |
| Forrás: Western Regional Climate Center |       |       |      |      |      |      |      |      |       |      |       |       |       |

## Népesség
A 2010-es népszámláláskor a városnak 15 778 lakója, 6980 háztartása és 4461 családja volt. A népsűrűség 520,7 fő/km2. A lakóegységek száma 7680, sűrűségük 253,5 db/km2. A lakosok 91,5%-a fehér, 0,7%-a afroamerikai, 1%-a indián, 1,9%-a ázsiai, 0,1%-a a Csendes-óceáni szigetekről származik, 1,6%-a egyéb, 3,3%-a pedig kettő vagy több etnikumú. A spanyol vagy latino származásúak aránya 5% (   )
A háztartások 24,3%-ában élt 18 évnél fiatalabb. 51,5% házas, 9% egyedülálló nő, 3,5% egyedülálló férfi, 36,1% pedig nem család. 29,5% egyedül élt; 14,3%-uk 65 éves vagy idősebb. Egy háztartásban átlagosan 2,25 személy élt; a családok átlagmérete 2,75 fő.
A medián életkor 47,2 év volt. A város lakóinak 19,6%-a 18 évesnél fiatalabb, 6,3% 18 és 24 év közötti, 21,4%-uk 25 és 44 év közötti, 29,9%-uk 45 és 64 év közötti, 22,9%-uk pedig 65 éves vagy idősebb. A lakosok 47,9%-a férfi, 52,1%-a pedig nő.

## Nevezetes személyek és csoportok
- Bret Lunsford, zenész, a The Business hanglemezbolt tulajdonosa[17]
- Burl Ives, zenész és színész[18]
- Charley Schanz, baseballozó[19]
- Craig Bartlett, animátor[20]
- Donald Hume, olimpikon evezős[21]
- Duane Berentson, politikus, az állami közlekedési hatóság munkatársa[22]
- Harry Everett Smith, zenész[23]
- Jake Anderson, halász[24]
- James K. Okubo, katona, akit halála után kitüntettek a Medal of Honorral[25]
- Karl Blau, zenész[26]
- Kathi McDonald, énekes[27]
- Lowell Wakefield, az alaszkai királyrák-feldolgozóipar megalapítója[28]
- Michael Arrington, vállalkozó[29]
- Phil Elverum, zenész[30]
- Rien Long, amerikaifutball-játékos[31]
- The Lonely Forest, indie rock együttes[32]
- William Cameron McCool, űrhajós és pilóta[33]

## Testvérvárosok
Anacortes testvértelepülései:
- Lomonoszov, Oroszország
- Nikaho, Japán
- Sidney (Brit Columbia), Kanada
- Vela Luka, Horvátország

## Fordítás
- Ez a szócikk részben vagy egészben  az   Anacortes, Washington című angol Wikipédia-szócikk ezen változatának fordításán alapul.  Az eredeti cikk szerkesztőit annak laptörténete sorolja fel. Ez a jelzés csupán a megfogalmazás eredetét és a szerzői jogokat jelzi, nem szolgál a cikkben szereplő információk forrásmegjelöléseként.